# Pavel Foret
Pavel Foret (* 30. září 1948, Uherský Ostroh - 6. dubna 2017, Přerov) byl český hokejový útočník.

## Hokejová kariéra
V československé lize hrál za TJ Gottwaldov. Odehrál 2 ligové sezóny, nastoupil ve 13 ligových utkáních, dal 2 góly a měl 1 asistenci. V nižších soutěžích hrál i za VTJ Hodonín a TJ Spartak Meopta Přerov.

## Klubové statistiky
| Sezona    | Klub                     | Soutěž  | Základní část | Základní část | Základní část | Základní část | Základní část |
| Sezona    | Klub                     | Soutěž  | Z             | G             | A             | B             | TM            |
| --------- | ------------------------ | ------- | ------------- | ------------- | ------------- | ------------- | ------------- |
| 1966/1967 | TJ Gottwaldov            | 1. liga | 1             | 0             | 0             | 0             | 0             |
| 1968/1969 | VTJ Hodonín              | 2. liga | -             | -             | -             | -             | -             |
| 1969/1970 | VTJ Hodonín              | 2. liga | -             | -             | -             | -             | -             |
| 1970/1971 | TJ Gottwaldov            | 2. liga | -             | -             | -             | -             | -             |
| 1971/1972 | TJ Gottwaldov            | 1. liga | 12            | 2             | 1             | 3             | -             |
| 1972/1973 | TJ Gottwaldov            | 2. liga | -             | -             | -             | -             | -             |
| 1973/1974 | TJ Gottwaldov            | 2. liga | -             | -             | -             | -             | -             |
| 1973/1974 | TJ Spartak Meopta Přerov | 3. liga | -             | -             | -             | -             | -             |
| 1974/1975 | TJ Spartak Meopta Přerov | 3. liga | -             | -             | -             | -             | -             |
| 1975/1976 | TJ Meochema Přerov       | 3. liga | -             | -             | -             | -             | -             |
| 1976/1977 | TJ Meochema Přerov       | 3. liga | -             | -             | -             | -             | -             |
| 1977/1978 | TJ Meochema Přerov       | 2. liga | -             | -             | -             | -             | -             |